# Boris Baláž
Boris Baláž, född 20 november 1997, är en slovakisk bågskytt. Han deltog vid olympiska sommarspelen 2016.